# Олекса Довбуш (фильм)
«Олекса Довбуш» — советский цветной художественный фильм, снятый режиссёром Виктором Ивановым на киевской киностудии имени А. Довженко в 1959 году.
Фильм — один из лидеров проката в 1960 году.

## Сюжет
Авторы исторического, биографического приключенческого фильма попытались изобразить некоторые моменты жизни и борьбы украинского «Робин Гуда» — легендарного гуцульского атамана Олексы Довбуша, руководителя галицко-русинского движения карпатских опришков, защищавшего обездоленных от польских и венгерских панов, их несправедливости и жестокости.

## В ролях
| Актёр                  | Роль                   |
| ---------------------- | ---------------------- |
| Афанасий Кочетков      | Олекса Довбуш          |
| Наталия Наум           | любимая Олексы Маричка |
| Олег Борисов           | Юзеф                   |
| Марк Перцовский        | пан Яблонский          |
| Надежда Чередниченко   | пани Яблонская         |
| Дмитрий Милютенко      | воевода Пшеремский     |
| Ярослав Геляс          | Штефан                 |
| Владислав Болеславский | Мацек                  |
| Николай Муравьёв       | Варцаба                |
| Ярослав Чуперчук       | Весельчук              |
| Миша Чернов            | Шумей                  |
| Пётр Вескляров         | дед Петрия             |
| Наталья Кандыба        | эпизод                 |
| Юрий Лавров            | гетман граф Потоцкий   |
| Григорий Тесля         | казак Михайло          |
| Семён Лихогоденко      | немой                  |
| Александр Короткевич   | поп Клям               |
| Александр Гумбург      | пан Заремба            |
| Лев Олевский           | пан                    |
| Лев Перфилов           | пан                    |